# 四日市市役所
四日市市役所（よっかいちしやくしょ）は、日本の地方公共団体である四日市市の組織が入る施設（役所）である。

## 本庁舎

### 所在地
- 〒510-8601
- 住所：三重県四日市市諏訪町1番5号

### 開庁時間
- 月曜日から金曜日の午前8時30分から午後5時15分まで（土曜日・日曜日・祝日・年末年始を除く）

### アクセス
- JR四日市駅（関西本線）から徒歩10分。
- 近鉄四日市駅（近鉄名古屋線、湯の山線、内部線）から徒歩9分。

### 市庁舎
| 階  | 概 要 |
| --- | --- |
| 11F | 総務部（職員研修所） |
| 10F | 市議会議会事務局（議事課） |
| 9F  | 総務部（人権・同和課）、教育委員会事務局（教育総務課、教育施設課、社会教育課、青少年育成指導室、学校教育課、人権・同和教育課、指導課）         |
| 8F  | 経営企画部（秘書課、政策課、行政経営課、財政経営課）、総務部（総務課）                                                                         |
| 7F  | 総務部（IT推進課）、商工農水部（商業観光課、工業振興課、農水振興課）、農業委員会事務局                                                         |
| 6F  | 総務部（人事課、防災対策課）、都市整備部（用地課）、監査事務局、危機管理室                                                                     |
| 5F  | 税務理財部（管財課、調達契約課、検査室）、市民文化部（市民生活課、文化国際課）、環境部（環境保全、生活環境課）、教育委員会事務局（スポーツ課） |
| 4F  | 都市整備部（都市計画課、建築指導課、開発審査課、道路整備課、市街地整備・公園課、河川排水課、営繕工務課、市営住宅課）                           |
| 3F  | 福祉部（福祉総務課、保護課、児童福祉課、介護・高齢福祉課、障害福祉課）、健康部（保険年金課）、会計管理室                                       |
| 2F  | 税務理財部（納税課、市民税課、資産税課、収納推進課）                                                                                           |
| 1F  | 総務部（広報情報課）、市民文化部（広聴・消費生活相談室、市民課）                                                                               |

### 備考
- 2022年1月4日、市庁舎前に東京オリンピックのゴールドポスト（第44号）が設置された（ゴールドポストプロジェクト[1]）。

## 消防本部
所在地
- 四日市市西新地14番4号

業務内容
- 救急医療情報センター
- 総務課、情報指令課、消防救急課、予防保安課、中消防署（消防本部内）
- 中央分署、西分署、港分署、北消防署、南消防署

## 上下水道局
所在地
- 四日市市堀木一丁目3番18号

業務内容
- 総務課、経営企画課、お客様センター
- 施設課、水道建設課、水道維持課、下水建設課

## 市立四日市病院
所在地
- 四日市市芝田二丁目2-37

業務内容
- 総務課、医事課
- 地域連携・医療相談センター　サルビア

## 楠総合支所
所在地
- 四日市市楠町北五味塚2060番地72

業務内容
- 振興課、市民福祉課、地域課（楠総合支所1階）
- 楠プラザ（楠公民館・楠緑地体育館）

## 市民センター
| 市民窓口サービスカウンター（近鉄四日市駅1階） - 四日市市安島一丁目1-56 富洲原地区市民センター - 四日市市富洲原町31-46 富田地区市民センター - 四日市市富田一丁目24-47 羽津地区市民センター - 四日市市大宮町13-12 常磐地区市民センター - 四日市市城西町8-11 日永地区市民センター - 四日市市日永西三丁目2-18 四郷地区市民センター - 四日市市室山町645-1 内部地区市民センター - 四日市市釆女町857-1 塩浜地区市民センター - 四日市市塩浜本町一丁目1 | 小山田地区市民センター - 四日市市山田町1373-3 川島地区市民センター - 四日市市川島新町1 神前地区市民センター - 四日市市高角町2977 桜地区市民センター - 四日市市桜町1399 三重地区市民センター - 四日市市東坂部町71-2 県地区市民センター - 四日市市赤水町957 八郷地区市民センター - 四日市市千代田町267-1 下野地区市民センター - 四日市市朝明町914-3 大矢知地区市民センター - 四日市市下さざらい町1-3 | 河原田地区市民センター - 四日市市河原田町159 水沢地区市民センター - 四日市市水沢町2109-2 保々地区市民センター - 四日市市市場町3039-5 海蔵地区市民センター - 四日市市大字東阿倉川622-1 橋北地区市民センター - 四日市市新浜町14-11 中部地区市民センター - 四日市市西浦一丁目8-3 あさけプラザ - 四日市市下之宮町296-1 |